# جاكوزي (شركة)
شركة جاكوزي هي شركة متعددة الجنسيات تنسب لمؤسسها كانديدو جاكوزي المهاجر الإيطالي الذي هاجر إلى الولايات المتحدة الأمريكية، وهي متخصصة في إنتاج احواض الاستحمام العادية ( البانيو) واحواض الاستحمام العلاجية الساخنة ( حمامات الجاكوزي ) التي تستخدم الماء المضغوط في عملية التدليك للجسم.

## قصة اختراع حوض استحمام الجاكوزي
في البداية اخترع المهاجر الإيطالي كانديدو جاكوزي ( عاش في الفترة من 1903 م إلى 1986 م ) هذا الحوض الجديد لابنه الصغير ذو الخمس عشر شهرا «كيني» والذي كان يعاني من التهاب المفاصل الروماتويدية، وقد كانت الفكرة هي إضافة مضخة مياه لحوض الاستحمام بحيث تضخ المياه بشكل مستمر لتخفيف الألم، ولقد تم تسجيل الاختراع تحت رقم US3159849 في عام 1964 م
وفي العام 1968 م قام روي جاكوزي ( وهو من الجيل الثالث للعائلة ) بالمساعدة في الإنتاج التجاري لهذا الاختراع الجديد والذي تم تعديله تحت براءة جديدة وهي US 3297025
ولقد قدمت شركة جاكوزي ما يزيد عن 250 براءة اختراع لمنتجاتها

## وضع الشركة حديثا
في عام 2006 م اعلنت مجموعة ابوللو مانجمنت الاستثمارية شراءها اسهما من شركة جاكوزي في صفقة قيمتها 990 مليون دولار أمريكي

وفي عام 2008 م تم نقل المقر الرئيسي للشركة آلة ولاية كاليفورنيا الأمريكية

وفي عام 2012 م اعلنت مجموعة جاكوزي العالمية على استحواذها على شركة ثرموسباز المتخصصة في إنتاج منتجات SPA

## روابط خارجية
- Jacuzzi corporate website (US)
- Jacuzzi Spa and Bath Ltd (UK)